# Сюэ Хайфэн
Сюэ Хайфэ́н (кит. упр. 薛海峰, пиньинь Xuē Hǎifēng, р.13 января 1980) — китайский стрелок из лука, призёр Олимпийских игр. По национальности — сибо.

## Биография
Сюэ Хайфэн родился в 1980 году в Или-Казахском автономном округе Синьцзян-Уйгурского автономного района КНР. В 1996 году поступил в спортивное училище. В октябре 1999 года вошёл в сборную Синьцзян-Уйгурского автономного района.
В 2001 году Сюэ Хайфэн занял 3-е место на Кубке КНР по стрельбе из лука в индивидуальном первенстве, а в составе сборной КНР занял 2-е место на Кубке Азии по стрельбе из лука. В 2002 году он выиграл в индивидуальном зачёте в многоборье Чемпионат КНР по стрельбе из лука, в 2003 году — кубок КНР. В 2003 году он опять участвовал в Кубке Азии, и на этот раз сборная КНР заняла 3-е место.
В 2004 году Сюэ Хайфэн занял 1-е место на Чемпионате КНР, и участвовал в Олимпийских играх в Афинах, но там был лишь 12-м.
В 2008 году на Олимпийских играх в Пекине Сюэ Хайфэн завоевал бронзовую медаль в командном первенстве.